# Statens nämnd för arbetstagares uppfinningar
Statens nämnd för arbetstagares uppfinningar (SNAU) är en svensk statlig förvaltningsmyndighet, som sorterar under Arbetsmarknadsdepartementet och har till uppgift att avge utlåtanden enligt lagen (1949:345) om rätten till arbetstagares uppfinningar. Myndigheten leds av en nämnd. Ordförande i nämnden är för närvarande rådmannen Sten Lundqvist (Solna tingsrätt). Antalet ärenden i nämnden uppgår i allmänhet till ett eller två om året.

## Arbetstagares uppfinningar
Lagen om rätten till arbetstagares uppfinningar avser i Sverige patenterbara uppfinningar av arbetstagare i allmän eller enskild tjänst med vissa undantag, bland annat för universitetslärare. Om inget annat sägs i lagen har arbetstagare samma rätt till sina uppfinningar som andra uppfinnare. I vissa fall kan emellertid arbetsgivaren helt eller delvis ta över arbetstagarens rätt.

## Nämndens uppgift
Det kan uppkomma tvister mellan arbetstagaren och arbetsgivaren om vem som har rätt till uppfinningen. Vardera parten har rätt att inhämta ett utlåtande från nämnden i frågor som rör tillämpningen av lagen om rätten till arbetstagares uppfinningar. Om tvisten ska prövas i allmän domstol, har även domstolen rätt att begära ett utlåtande.